# Massantola
Massantola es una comuna o municipio del círculo de Kolokani de la región de Kulikoró, en Malí. En abril de 2009 tenía una población censada de 35 363 habitantes.
Se encuentra ubicada al oeste del país y en el centro-oeste de la región de Kolokani, al norte de la capital nacional, Bamako, y cerca de la frontera con la región de Kayes.